# Піски Марса
«Піски Марса» (англ. The Sands of Mars) — науково-фантастичний роман Артура Кларка, опублікований у 1951.
Наприкінці XX століття земляни заснували колонії на Місяці та Марсі, дослідницькі кораблі побували на Сатурні. Марсіанські колоністи під проводом харизматичного керівника Ворена Гедфілда намагаються перетворити два наявні марсіанські поселення в самодостатню колонію.
В той же час письменник-фантаст Мартін Ґібсон прибуває на Марс на першому тестовому рейсі туристичного космічного корабля «Арес», щоб написати серію статей про життя марсіанських поселенців.
Особливу роль у сюжеті відіграє марсіанська рослина Oxyfera, що при достатньому освітленні видобуває кисень із оксидів заліза в ґрунті, накопичує його в собі, а потім віддає в атмосферу.